# Willi Mertzlufft
Willi Mertzlufft (* 4. Mai 1928; † 13. Februar 1992) war ein deutscher Fußballspieler.

## Karriere
Mertzlufft gehörte von 1946 bis 1951 dem Kader des FC Bayern München an. 18-jährig debütierte er am 1. Dezember 1946 (10. Spieltag) in der Oberliga Süd – der seinerzeit höchsten deutschen Spielklasse – bei der 1:3-Niederlage gegen den VfB Stuttgart im Stadion an der Grünwalder Straße. In den weiteren fünf Punktspielen erzielte er sein erstes von zwei Toren am 26. Januar 1947 (18. Spieltag) beim 7:2-Sieg im Heimspiel gegen Kickers Offenbach mit dem Treffer zum 6:1 in der 78. Minute. In der Folgesaison bestritt er drei Punktspiele, blieb in der Saison 1948/49 ohne Oberliga-Einsatz, bevor er in der Saison 1949/50 seine letzten beiden Punktspiele bestritt. In seiner letzten Saison blieb er abermals ohne Einsatz in der Oberliga Süd, bestritt jedoch ein Freundschaftsspiel.
In der Saison 1951/52 war er in der Oberliga West für Fortuna Düsseldorf aktiv, für die er fünf Oberligaspiele bestritt und sich einmal als Torschütze auszeichnen konnte.
In der Saison 1952/53 und 1953/54 – erneut in die Oberliga Süd zurückgekehrt – war er für Viktoria Aschaffenburg aktiv, bestritt 18 Punktspiele und erzielte sechs Tore. Mit nur acht Siegen aus 30 Punktspielen stieg die Mannschaft in die 2. Oberliga Süd 1954/55 ab und kehrte als Tabellenzweiter umgehend wieder auf.